# San Fernando de Apure
San Fernando de Apure è una città del Venezuela capitale dello stato di Apure.
La città,  al centro della regione dei "Llanos", ha una popolazione di circa 165 000 abitanti.
Fu fondata dagli Spagnoli a fine Settecento vicino alla confluenza dei fiumi Apure ed Orinoco.
L'unico edificio di un certo interesse della città è il Palacio Barbarito, costruito nell'Ottocento da una facoltosa famiglia di immigrati italiani che ha fatto fortuna sfruttando il commercio di pelli di coccodrillo e piume di airone.
Negli anni sessanta vi è stato costruito l'unico ponte sul fiume Apure (500 metri), collegante i "Llanos" (pianure) meridionali e centro-settentrionali. L'impresa costruttrice era del friulano Luigi Mecchia.
L'area intorno a San Fernando è caratterizzata da una savana subtropicale molto umida, dove si hanno notevoli allevamenti di bestiame ed una cospicua industria alimentare di carne bovina.